# Liste der Monuments historiques in Langon (Gironde)
Die Liste der Monuments historiques in Langon (Gironde) führt die Monuments historiques in der französischen Gemeinde Langon auf.

## Liste der Bauwerke
| Bezeichnung                        | Beschreibung | Standort | Kennzeichnung | Schutzstatus | Datum | Bild           |
| ---------------------------------- | ------------ | -------- | ------------- | ------------ | ----- | -------------- |
| Kirche Saint-Gervais-Saint-Protais |              | (Lage)   | PA33000092    | Inscrit      | 2006  | weitere Bilder |
| Maison Biros                       |              | (Lage)   | PA33000035    | Inscrit      | 2000  |                |

## Liste der Objekte
- Monuments historiques (Objekte) in Langon (Gironde) in der Base Palissy des französischen Kultusministeriums